# 975 TCN
975 TCN là một năm trong lịch La Mã.